# Wasserturm (Altrip)
Der Altriper Wasserturm ist ein Wasserturm in der rheinland-pfälzischen Gemeinde Altrip, der 1927 eingeweiht wurde. Der Turm ist das Wahrzeichen des Ortes und bis heute sein höchstes Gebäude. Obwohl der Turm nicht mehr als Wasserturm benutzt wird, befindet sich im Turm noch ein Wasserhochbehälter. Die Funktion des Turmes ist nicht direkt sichtbar, da er über eine Turmuhr und Glocken verfügt.

## Geschichte
Bis in die 1920er Jahre hatte Altrip trotz seiner Lage vor den Toren von Mannheim und Ludwigshafen am Rhein keine Trinkwasserversorgung, zumal immer wieder festgestellt wurde, „daß das Wasser zu Genußzwecken augenscheinlich ganz unbrauchbar ist, sowohl seines schmutzigen Aussehens als auch dessen widerlichen Geschmackes nach.“ Es gab lediglich einen Dorfbrunnen von 1759 mit einer Tiefe von 4,3 m auf dem Gelände des Römerkastells Alta Ripa. Eine ausreichende Trinkwasserversorgung wurde erst durch den Bau des Altriper Wasserturms hergestellt.
Zunächst war ein Anschluss an die Wasserversorgung von Rheingönheim im Gespräch, doch letztlich fiel die Entscheidung, einen eigenen Wasserturm zu errichten. Bei der Festlegung wurde versucht, mit Hilfe einer Wünschelrute natürliche Wasserläufe zu lokalisieren, um sich an diesen zu orientieren. Die Bauarbeiten für die Wasserleitungen begannen bereits 1918, aber wegen baulicher Probleme mussten die Arbeiten mehrfach unterbrochen werden. Schließlich wurde die Gabelung der Ludwigstraße nach Waldsee und Rheingönheim als Standort ausgewählt, wo sich die historische Brückenwaage befand. Die Einweihung der Wasserversorgung wurde mit Einschaltung der Pumpanlagen am 6. August 1927 gefeiert. Der Wasserturm selbst wurde jedoch erst drei Wochen später am 27. August 1927 endgültig eingeweiht. Zeitgleich mit der Einweihung des Turmes feierten seinerzeit die Feuerwehr ihr 50. Stiftungsfest, der Männergesangverein sein 60. Jubiläum und der Arbeitersängerbund sein 25-jähriges Bestehen. Anlässlich wurden mehrere Feuerwerke und Festumzüge veranstaltet.
Die Wasserentnahme wurde seinerzeit mit Wasseruhren kontrolliert. Erster Wasserwerksmeister wurde Adolf Kretzer, ihm folgten sein Sohn Philipp und sein Enkel Manfred.
Ende der 1920er Jahre war zeitweilig auch in Planung den Turm als Wohnturm zu nutzen.
Der Bau des Wasserturms kostete 250.000 Reichsmark und sollte bis 1952 bezahlt werden.
Der Wasserturm wurde 2018 aufwändig saniert. Kurz nach der Sanierung wurde der Turm jedoch erneut durch Graffiti beschädigt.

## Architektur
Im 42 m ― nach anderen Angaben 38,75 m ― hohen verputzten Wasserturm befinden sich eine Laterne und zwei Glocken. Der Grundriss ist fast quadratisch. Im fünften Geschoss befindet sich ein Uhrengeschoss, dessen Uhren auf allen vier Seiten angebracht sind und ein goldenes Zifferblatt mit vier Metern Durchmesser aufweisen; inzwischen wurde die historische analoge Uhr durch eine digitale Quarzuhr ersetzt. Durch seine multifunktionale Nutzung galt er seinerzeit als Musterbeispiel der Neuen Sachlichkeit.
Der kupferne Wasserspeicher im Turm fasst 150 Kubikmetern und befindet sich in 25 m Höhe, das Wasser konnte bis zu 28 m hoch gepumpt werden.
In den Wasserturm ist folgende Urkunde eingemauert:

„Im Jahre des Herrn eintausend neunhundert und siebenundzwanzig, als Paul von Hindenburg Präsident des Deutschen Reiches, Dr. Heinrich Held Ministerpräsident von Bayern, Dr. Jakob Matheus Regierungspräsident der Pfalz, Oberregierungsrat Dr. Albert Lederle Vorstand des Bezirksamtes Ludwigshafen am Rhein war – als Adam Jacob erster, Michael Kirsch zweiter und Philipp Hoock IV. dritter Bürgermeister von Altrip war, wurde dieser Wasserturm gebaut.“